# Thibault Poret
Thibault Poret est un pongiste français, né le 30 juin 2004 à Montivilliers (Seine-Maritime).
Actuellement classé 31ème mondial (au 01/04/2025), il joue pour le club Bruille CTT et utilise une prise de raquette orthodoxe avec la main droite.
Thibault a commencé à se faire un nom sur la scène internationale dès son plus jeune âge, remportant plusieurs titres et médailles dans les catégories juniors. Parmi ses réalisations notables, il a été champion d'Europe U21 en double en 2023, vice-champion de France juniors en simple en 2022 et 2023, et médaillé de bronze aux Championnats d’Europe U21 en simple en 2024.
Depuis mi-2023, il commence à participer à des compétitions senior, et ne cesse de monter au classement mondial.

## Carrière

### 2024
Lors du WTT Contender de Lagos 2024, il atteint les demi-finales. Il s'incline 3 set à 1 face à l'allemand Dimitrij Ovtcharov.

### 2025
En janvier, lors du WTT Star Contender de Doha 2025, il se hisse jusqu'en 8e de finale mais s'incline 3 set à 0 face au Sud-Coréen PARK Ganghyeon. C'est la première fois que Thibault atteint les 8e de finale sur un Star Contender.
En mars, lors des Championnats de France Senior 2025 à Levallois-Perret, Thibault atteint les 1/4 de finale où il s'incline sur le score de 4-1 face au nouveau Champion de France, Félix Lebrun.
Le 30 mars, il atteint la finale du WTT Star Contender de Chennai en Inde, mais s'incline 4 sets à 3 face à OH Junsung. C'est la première fois de sa carrière que Thibault atteint une finale sur le circuit senior. C'est aussi le 2ème Français à disputer une finale de Star Contender après Félix Lebrun. Ce parcours à Chennai assure à Thibault de rentrer dans le Top 35 mondial.
En mai, il participe à ses premiers championnats du monde senior à Doha. Il atteint les 32e de finale où il s'incline face à WONG Chun Ting sur le score de 4-1.
En juillet, à Las Vegas, Thibault prend part pour la première fois à un WTT Grand Smash sans avoir à disputer les qualifications. Opposé au chinois numéro 1 mondial LIN Shidong au premier tour, Thibault parvient à le mettre en difficulté, mais s'incline finalement sur le score serré de 3 sets à 2.

## Parcours en club
Il joue pour le club du Bruille CTT. Il évolue en Pro B pendant la saison 2024-2025. Il devient Champion de France de Pro B avec le club de Bruille CTT.
Il évoluera en Pro A avec le club du SPO Rouen pour la saison 2025-2026.

## Sponsorat
Thibault est sponsorisé par l'équipementier allemand Andro.

## Palmarès

### Palmarès senior
Médaillé de bronze en simple au WTT Contender de Lagos (2024)
 Médaillé de bronze en double mixte avec Léana Hochart au WTT Contender de Muscat (2025). Défaite en demi-finale contre la paire Shi Xunyao / Huang Youzheng 
 Médaillé d'argent en simple au WTT Star Contender de Chennai (2025) 

### Palmarès jeune[13]
Vice-Champion de France Cadet en double (2018)
 Vice-Champion de France Cadet en simple (2018)
 Champion de France cadets en double (2019)
 Médaillé de bronze aux Championnats d’Europe Cadet en double (2019)
 Médaillé de bronze aux Championnats d’Europe Cadet par équipes (2019)
 Champion d'Europe Cadets en double mixte (2019)
 Médaillé d’argent au WTT Youth Star Contender de Ototec en double U19 (2021)
 Médaillé d’argent aux Championnats d’Europe Juniors par équipes (2021)
 Médaillé de bronze au WTT Youth Star Contender de Wladyslawowo en simple U19 (2021)
 Médaillée de bronze aux Championnats du monde U19 en double (2022)
 Médaillé de bronze aux Championnats du monde U19 par équipe (2022)
 Champion de France Juniors en double (2021, 2022, 2023)
 Vice-champion de France Juniors en simple (2022, 2023)
 Champion d’Europe U21 en double (2023)
 Médaillé de bronze aux Championnats d’Europe U21 en simple (2024)